# CUS Pisa
Il C.U.S. Pisa è il Centro Universitario Sportivo pisano, organo periferico del CUSI italiano.
La società si costituisce a Pisa il 22 marzo 1946.
I colori sociali del club sono il giallo e l'azzurro.

## Sezioni
Al suo interno trovano attualmente posto sessanta discipline amatoriali e nove discipline federali, costituite in sezioni: atletica leggera, calcio a 5, hockey su prato, pallacanestro, pallavolo, rugby, tennis e tennistavolo.

### Atletica Leggera
L'Atletica Cus Pisa è una delle sezioni sportive del CUS Pisa. In questa sezione è possibile praticare sia a livello amatoriale che agonistico tutte le discipline dell'atletica leggera. Le attività si svolgono presso il Camposcuola "Cino Cini" di Pisa.

### Volley
La sezione di pallavolo del CUS Pisa esordì in Serie A nei primi anni settanta: nel 1971 la Polisportiva Emilio Zoli di Pontedera, squadra dal fiorente vivaio (vinse uno scudetto Juniores nel 1969) che militava in Serie B, travolta da una crisi economica, fu assorbita dal CUS. Nel 1972 la squadra ottenne così la promozione in massima categoria.
Milita attualmente nel campionato di Serie C della Toscana.

### Hockey su prato
La prima squadra maschile partecipa al campionato di Serie A1 a seguito della promozione nella stagione 2015/16 mentre la prima squadra femminile milita stabilmente nella Serie A1.
La sezione di hockey su prato ha anche numerose rappresentative giovanili, che partecipano ai rispettivi campionati nazionali, ed hanno vinto vari titoli tricolori di categoria.

### Rugby
La sezione Rugby del C.U.S. Pisa si è formata ufficialmente negli anni 69-70 ad opera di Francesco Ballini e di Luigi Gaetaniello con una rappresentativa formata quasi totalmente da giocatori provenienti da Livorno.
Le origini del rugby a Pisa, sono però più lontane, una prima compagine - sia pure ufficiosa - risale al 1963.
Tra i tanti atleti che hanno fatto parte della schiera dei giocatori della prima squadra, degni di citazione sono i figli del suddetto Gaetaniello, Fabrizio e Fabio, i quali in più occasioni hanno rivestito la maglia azzurra della nazionale italiana (39 e 30 rispettivamente, il primo per 11 volte anche quella di capitano), Vittoriano Bellini e Massimo Goti, anch'essi nazionali.

#### Cronistoria
- 2011/12 - Serie C Girone Toscana 2
- 2012/13 - Serie C Girone 2 Toscana[2]
- 2013/14 - Serie C Girone 2 Toscana
- 2014/15 - Serie C Girone 1 Toscana
- 2015/16 - Serie C1 Nazionale Girone F
- 2016/17 - Serie C1 Nazionale Girone F[3]

### Calcio a 5
Il 6 luglio 2010 la sezione Calcio CUS Pisa dopo aver rilevato il titolo del Vicarello C5, annuncia la nascita della società CUS Pisa Calcio a 5 che parteciperà al campionato federale di calcio a 5 regionale di serie C1 Nella stagione 2011/12 la squadra ottiene la salvezza in serie B eliminando ai play-out l'Isolotto Fondiaria. Nel 2012/2013 e nel 2013/2014 ottiene la salvezza diretta.

### Canottaggio
Il CUS Pisa, dopo la pausa del ventennio fascista, dal 1948 organizza la storica Regata Pisa-Pavia tra le università di Pisa e Pavia.

### Tennis
La prima squadra maschile partecipa al campionato di Serie C. La sezione Tennis del CUS Pisa organizza anche corsi accessibili a tutti: da chi non ha mai avuto esperienze con racchetta e pallina a chi, invece, preferisce un allenamento avanzato. Presso i campi del Cus Pisa, i partecipanti sono seguiti passo dopo passo da allenatori federali qualificati.

## Impianti
Il CUS Pisa ha sede in via Federico Chiarugi (già via Napoli) dove si trovano la maggior parte degli impianti da esso gestiti. Questi sono di proprietà dell'Università di Pisa e insieme a quelli presenti a San Piero a Grado completano il quadro degli impianti universitari. A questi si aggiunge l'impianto comunali del comune di Pisa di Atletica leggera.